# Tweede Kamerverkiezingen in het kiesdistrict Oostburg

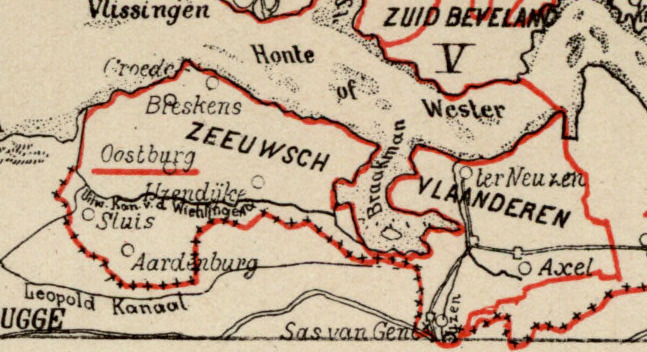
Kiesdistrict Oostburg (1888)

Tweede Kamerverkiezingen in het kiesdistrict Oostburg geeft een overzicht van verkiezingen voor de Nederlandse Tweede Kamer in het kiesdistrict Oostburg in de periode 1888-1918.
Het kiesdistrict Oostburg werd ingesteld na de grondwetsherziening van 1887. Tot het kiesdistrict behoorden de volgende gemeenten: Aardenburg, Axel, Biervliet, Breskens, Cadzand, Eede, Groede, Hoek, Hoofdplaat, Nieuwvliet, Oostburg, Philippine, Retranchement, Sas van Gent, Schoondijke, Sint Kruis, Sluis, Ter Neuzen, 
Waterlandkerkje, Westdorpe, IJzendijke, Zaamslag en Zuidzande.
Het kiesdistrict Oostburg vaardigde in deze periode per zittingsperiode één lid af naar de Tweede Kamer. 
Legenda
- cursief: in de eerste verkiezingsronde geëindigd op de eerste of tweede plaats, en geplaatst voor de tweede ronde;
- vet: gekozen als lid van de Tweede Kamer.

## 6 maart 1888
De verkiezingen werden gehouden na vervroegde ontbinding van de Tweede Kamer.
|                    | 6 maart | 20 maart |
| ------------------ | ------- | -------- |
| Kiesgerechtigden   | 3.040   | 3.040    |
| Opkomst            | 2.656   | 2.825    |
| Geldige stemmen    | 2.643   | 2.803    |
| Blanco stemmen     | 11      | 21       |
| Kandidaten         |         |          |
| N. Glinderman      | 879     | 1.432    |
| P.C.J. Hennequin   | 1.238   | 1.371    |
| H.J.A.M. Schaepman | 499     |          |

## 9 juni 1891
De verkiezingen werden gehouden na ontbinding van de Tweede Kamer.
|                  | 9 juni |
| ---------------- | ------ |
| Kiesgerechtigden | 3.210  |
| Opkomst          | 2.772  |
| Geldige stemmen  | 2.727  |
| Blanco stemmen   | 34     |
| Kandidaten       |        |
| P.C.J. Hennequin | 1.420  |
| N. Glinderman    | 1.046  |
| L. Stevens       | 210    |
| F.P. Oudens      | 37     |

## 10 april 1894
De verkiezingen werden gehouden na vervroegde ontbinding van de Tweede Kamer.
|                  | 10 april |
| ---------------- | -------- |
| Kiesgerechtigden | 3.170    |
| Opkomst          | 2.188    |
| Geldige stemmen  | 2.137    |
| Blanco stemmen   | 48       |
| Kandidaten       |          |
| P.C.J. Hennequin | 1.586    |
| N. Glinderman    | 533      |

## 15 juni 1897
De verkiezingen werden gehouden na ontbinding van de Tweede Kamer.
|                  | 15 juni |
| ---------------- | ------- |
| Kiesgerechtigden | 6.355   |
| Opkomst          | 5.634   |
| Geldige stemmen  | 5.595   |
| Blanco stemmen   | 39      |
| Kandidaten       |         |
| P.C.J. Hennequin | 3.241   |
| N. Glinderman    | 2.197   |
| J. Lansen Croin  | 157     |

## 14 juni 1901
De verkiezingen werden gehouden na ontbinding van de Tweede Kamer.
|                  | 14 juni |
| ---------------- | ------- |
| Kiesgerechtigden | 6.578   |
| Opkomst          | 5.139   |
| Geldige stemmen  | 5.044   |
| Blanco stemmen   | 95      |
| Kandidaten       |         |
| P.C.J. Hennequin | 3.067   |
| J.F. Heemskerk   | 1.977   |

## 16 juni 1905
De verkiezingen werden gehouden na ontbinding van de Tweede Kamer.
|                  | 16 juni |
| ---------------- | ------- |
| Kiesgerechtigden | 8.152   |
| Opkomst          | 7.319   |
| Geldige stemmen  | 7.253   |
| Blanco stemmen   | 66      |
| Kandidaten       |         |
| P.C.J. Hennequin | 4.375   |
| J.H. Blum        | 2.610   |
| G.W. Sannes      | 268     |

## 11 juni 1909
De verkiezingen werden gehouden na ontbinding van de Tweede Kamer.
|                          | 11 juni |
| ------------------------ | ------- |
| Kiesgerechtigden         | 8.488   |
| Opkomst                  | 7.261   |
| Geldige stemmen          | 7.175   |
| Blanco stemmen           | 86      |
| Kandidaten               |         |
| G.A. Vorsterman van Oyen | 3.612   |
| P. Dieleman              | 3.274   |
| G.W. Sannes              | 289     |

## 17 juni 1913
De verkiezingen werden gehouden na ontbinding van de Tweede Kamer.
|                  | 17 juni |
| ---------------- | ------- |
| Kiesgerechtigden | 9.328   |
| Opkomst          | 8.606   |
| Geldige stemmen  | 8.456   |
| Blanco stemmen   | 150     |
| Kandidaten       |         |
| R.R.L. de Muralt | 4.710   |
| P. Dieleman      | 3.519   |
| G.F. Lindeijer   | 227     |

## 15 juni 1917
De verkiezingen werden gehouden na ontbinding van de Tweede Kamer.
|                  | 15 juni |
| ---------------- | ------- |
| Kiesgerechtigden | 9.442   |
| Kandidaten       |         |
| R.R.L. de Muralt |         |

De zeven in de vorige Tweede Kamer vertegenwoordigde partijen hadden afgesproken in elkaars kiesdistricten geen tegenkandidaten te stellen. De Muralt was derhalve de enige kandidaat; hij werd zonder nadere stemming gekozen verklaard.

## Opheffing
De verkiezing van 1917 was de laatste verkiezing voor het kiesdistrict Oostburg. In 1918 werd voor verkiezingen voor de Tweede Kamer overgegaan op een systeem van evenredige vertegenwoordiging met kandidatenlijsten van politieke partijen.